# Gonçalo Inácio
Gonçalo Inácio (ur. 25 sierpnia 2001 w Almadzie) – portugalski piłkarz, występujący na pozycji obrońcy w portugalskim klubie Sporting CP oraz w reprezentacji Portugalii.

## Statystyki

### Klubowe
Na podstawie:
| Klub        | Sezonów | Liga          | Liga  | Liga   | Puchar krajowy | Puchar krajowy | Kontynentalne | Kontynentalne | Suma  | Suma   |
| Klub        | Sezonów | Liga          | Mecze | Bramki | Mecze          | Bramki         | Mecze         | Bramki        | Mecze | Bramki |
| ----------- | ------- | ------------- | ----- | ------ | -------------- | -------------- | ------------- | ------------- | ----- | ------ |
| Sporting CP | 5       | Primeira Liga | 104   | 7      | 28             | 4              | 28            | 4             | 160   | 15     |
|             | Łącznie | Łącznie       | 104   | 7      | 28             | 4              | 28            | 4             | 160   | 15     |

### Reprezentacyjne
Na podstawie:
| Mecze i gole w reprezentacji | Mecze i gole w reprezentacji | Mecze i gole w reprezentacji | Mecze i gole w reprezentacji | Mecze i gole w reprezentacji | Mecze i gole w reprezentacji | Mecze i gole w reprezentacji | Mecze i gole w reprezentacji |
| Lp.                          | Data                         | Miasto                       | Przeciwnik                   | Wynik                        | Gole                         | Inne                         | Rozgrywki                    |
| ---------------------------- | ---------------------------- | ---------------------------- | ---------------------------- | ---------------------------- | ---------------------------- | ---------------------------- | ---------------------------- |
| 1.                           | 23.03.2023                   | Lizbona                      | Liechtenstein                | 4:0 (1:0)                    |                              |                              | Eliminacje EURO 2024         |
| 2.                           | 20.06.2023                   | Reykjavík                    | Islandia                     | 1:0 (0:0)                    |                              | asysta                       | Eliminacje EURO 2024         |
| 3.                           | 11.09.2023                   | Faro/Loulé                   | Luksemburg                   | 9:0 (4:0)                    | 12', 45+4'                   |                              | Eliminacje EURO 2024         |
| 4.                           | 16.10.2023                   | Zenica                       | Bośnia i Hercegowina         | 5:0 (5:0)                    |                              | asysta                       | Eliminacje EURO 2024         |
| 5.                           | 19.11.2023                   | Lizbona                      | Islandia                     | 2:0 (1:0)                    |                              |                              | Eliminacje EURO 2024         |
| 6.                           | 26.03.2024                   | Lublana                      | Słowenia                     | 0:2 (0:0)                    |                              |                              | mecz towarzyski              |

## Sukcesy
Na podstawie:
Reprezentacja Portugalii:
• Liga Narodów 2024/2025
Sporting CP:
- Mistrz Portugalii 2020/21
- Superpuchar Portugalii 2022